# Toshio Miyaji
Toshio Miyaji (jap. 宮地 利雄 Miyaji Toshio) – japoński piłkarz, reprezentant kraju.

## Kariera klubowa
Jako piłkarz grał w klubie Osaka SC.

## Kariera reprezentacyjna
W reprezentacji Japonii zadebiutował 17 maja 1925 w meczu przeciwko reprezentacji Filipin. W sumie w reprezentacji wystąpił w 2 spotkaniach.

## Statystyki
| Reprezentacja Japonii | Reprezentacja Japonii | Reprezentacja Japonii |
| Rok                   | Mecze                 | Gole                  |
| --------------------- | --------------------- | --------------------- |
| 1925                  | 2                     | 0                     |
| Razem                 | 2                     | 0                     |